# HK Slovan Bratislava
Slovan Bratislava je slovački hokejaški klub iz Bratislave. Klub se natječe u Kontinentalnoj hokejaškoj ligi. Kao domaćin igra utakmice u Samsung areni kapaciteta 10,115 mjesta.

## Povijest
Klub je osnovan 1921. pod imenom CSK Bratislava. Današnji naziv dobio je 1939. godine.
Slovan je u sezoni 1978./'79. prvi i jedini put postao prvak Čehoslovačke. Nakon osamostaljenja Slovačke, hokejaši Slovana bili su sedam puta prvaci Slovačke. Slovan je 2004. godine osvojio Kontinentalni kup.
Od sezone 2012./'13. natječe se u Kontinentalnoj hokejaškoj ligi. Već u debitantskoj sezoni klub plasirao se u play-off, gdje je poražen od kasnijeg prvaka Dinama iz Moskve.

## Dvorana
Samsung arena ili Klizalište Ondrej Nepel ima kapacitet 10,110 mjesta. Dvorana je otvorena 14. prosinca 1940. godine i njen kapacitet bio je 8,350 mjesta. Njena rekonstrukcija počela je 2009. godine i završena je 2011., za potrebe Svjetskog prvenstva 2011. godine.
Slovan je 30. rujna 2008. godine odigrao susret s NHL klubom Tampa Bay Lightning. Utakmica je završena pobjedom američkog kluba od 3:2.

## Trofeji
- Slovačka ekstra liga:
  - Prvak (8) :1997/98, 1999/00, 2001/02, 2002/03, 2004/05, 2006/07, 2007/08, 2011/12.

- Hokejaška liga Čehoslovačke:
  - Prvak (1) :1978/79.

- Kontinentalni kup:
  - Prvak (1) :2003/2004.